# Castelnau-sur-l'Auvignon
Castelnau-sur-l'Auvignon är en kommun i departementet Gers i regionen Occitanien i sydvästra Frankrike. Kommunen ligger i kantonen Condom som tillhör arrondissementet Condom. År 2022 hade Castelnau-sur-l'Auvignon 147 invånare.

## Befolkningsutveckling
Antalet invånare i kommunen Castelnau-sur-l'Auvignon
Referens:INSEE